# Normanci
Normanci (1991-ig Vučkovac) falu Horvátországban, Eszék-Baranya megyében. Közigazgatásilag Koskához tartozik.

## Fekvése
Eszéktől légvonalban 24, közúton 27 km-re nyugatra, községközpontjától 6 km-re északkeletre, Szlavónia középső részén, a Szlavóniai-síkságon, az Eszékről Nekcsére menő út mentén, Koska és Topoline között fekszik.

## Története
A település Vučkovec-puszta néven a 19. század első felében mezőgazdasági majorként keletkezett az Eszékről Nekcsére menő úttól északra, a valpói uradalom területén. Mai nevét egykori birtokosairól, a Normann-Ehrenfels grófokról kapta. A településnek 1880-ban 46, 1910-ben 226 lakosa volt. Verőce vármegye Eszéki járásának része volt. Az 1910-es népszámlálás adatai szerint lakosságának 48%-a horvát, 37%-a magyar, 11%-a német, 2%-a szerb anyanyelvű volt. Az első világháború után 1918-ban az új szerb-horvát-szlovén állam, majd később (1929-ben) Jugoszlávia része lett. A falu 1991-től a független Horvátországhoz tartozik. 1991-ben lakosságának 94%-a szerb nemzetiségű volt. 2011-ben a falunak 324 lakosa volt.

## Lakossága
| Lakosság változása | Lakosság változása | Lakosság változása | Lakosság változása | Lakosság változása | Lakosság változása | Lakosság változása | Lakosság változása | Lakosság változása | Lakosság változása | Lakosság változása | Lakosság változása | Lakosság változása | Lakosság változása | Lakosság változása | Lakosság változása |
| ------------------ | ------------------ | ------------------ | ------------------ | ------------------ | ------------------ | ------------------ | ------------------ | ------------------ | ------------------ | ------------------ | ------------------ | ------------------ | ------------------ | ------------------ | ------------------ |
| 1857               | 1869               | 1880               | 1890               | 1900               | 1910               | 1921               | 1931               | 1948               | 1953               | 1961               | 1971               | 1981               | 1991               | 2001               | 2011               |
| 0                  | 0                  | 46                 | 85                 | 176                | 226                | 170                | 548                | 564                | 762                | 840                | 537                | 486                | 487                | 271                | 324                |

(1961-ig Topoline lakosságával együtt.)

## Sport
NK Borac Vučkovac labdarúgóklub.

## Egyesületek
- „Phenix” Normanci gyógyterápiai és lovassport egyesület.
- Normanci – Topoline ifjúsági egyesület.